# La Cocha (departamento)
La Cocha é um departamento da Argentina, localizado na província de Tucumã.